# Campeonato da Europa de Atletismo de 2022 - 400 m com barreiras feminino

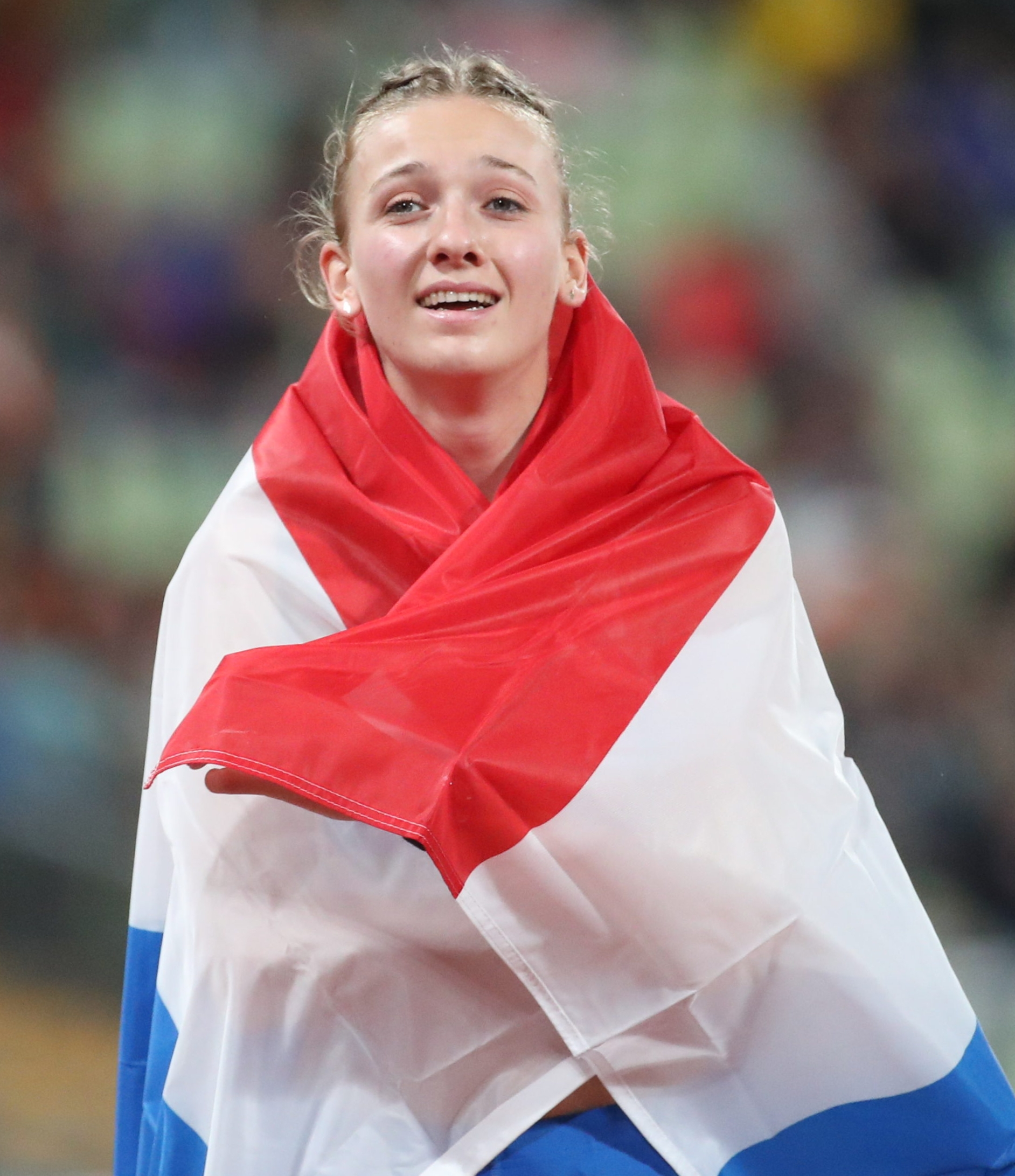
Femke Bol, dos Países Baixos, medalha de outo, na prova de 400 metros barreiras feminino do Campeonato da Europa de Atletismo de 2022

A prova dos 400 metros com barreiras feminino do Campeonato da Europa de Atletismo de 2022 foi disputada entre os dias 17 a 19 de agosto de 2022, no Estádio Olímpico de Munique, em Munique na Alemanha. 

## Recordes
Antes desta competição, os recordes mundiais e do campeonato nesta prova eram os seguintes:
|                       | Nome             | Nacionalidade   | Tempo  | Local     | Data                |
| --------------------- | ---------------- | --------------- | ------ | --------- | ------------------- |
| Recorde mundial       | ydney McLaughlin | Estados Unidos  | 50s 68 | Eugene    | 22 de julho de 2022 |
| Recorde europeu       | Femke Bol        | Países Baixos   | 52s 03 | Japão     | 4 de agosto de 2021 |
| Recorde do campeonato | Natalya Antyukh  | União Soviética | 53s 32 | Barcelona | 30 de julho de 2010 |

Os seguintes recordes foram estabelecidos durante esta competição: 
| Data         | Evento | Atleta    | Nacionalidade | Tempo  | Notas                 |
| ------------ | ------ | --------- | ------------- | ------ | --------------------- |
| 19 de agosto | Final  | Femke Bol | Países Baixos | 52s 67 | Recorde do campeonato |

## Medalhistas
| Ouro            | Prata                   | Bronze               |
| Femke Bol (NED) | Viktoriya Tkachuk (UKR) | Anna Ryzhykova (UKR) |

## Cronograma
Todos os horários são locais (UTC+2).
| Data         | Hora  | Evento    |
| ------------ | ----- | --------- |
| 17 de agosto | 11:40 | Bateria   |
| 18 de agosto | 11:55 | Semifinal |
| 19 de agosto | 21:45 | Final     |

## Resultados

### Bateria
Qualificação: 3 atletas de cada bateria (Q) mais os 3 melhores qualificados (q). Os 12 atletas mais bem posicionados se classificaram diretamente para as semifinais.
| Posição | Bateria | Raia | Atleta             | Nacionalidade      | Tempo   | Notas                |
| ------- | ------- | ---- | ------------------ | ------------------ | ------- | -------------------- |
| 1       | 2       | 4    | Carolina Krafzik   | Alemanha           | 54.32   | Q,                   |
| 2       | 3       | 1    | Nikoleta Jíchová   | Chéquia            | 55.93   | Q                    |
| 3       | 1       | 2    | Annina Fahr        | Suíça              | 56.16   | Q,                   |
| 4       | 1       | 6    | Camille Seri       | França             | 56.18   | Q,                   |
| 5       | 1       | 5    | Rebecca Sartori    | Itália             | 56.44   | Q                    |
| 6       | 3       | 7    | Dimitra Gnafaki    | Grécia             | 56.45   | Q,                   |
| 7       | 3       | 8    | Hayley McLean      | Reino Unido        | 56.64   | Q                    |
| 8       | 2       | 3    | Yasmin Giger       | Suíça              | 56.69   | Q                    |
| 9       | 1       | 1    | Kristiina Halonen  | Finlândia          | 56.70   | q                    |
| 10      | 1       | 7    | Nina Hespel        | Bélgica            | 56.72   | q                    |
| 11      | 1       | 8    | Elisabeth Slettum  | Noruega            | 56.72   | q                    |
| 12      | 2       | 5    | Daniela Ledecká    | Eslováquia         | 56.98   | Q                    |
| 13      | 2       | 7    | Carla García       | Espanha            | 57.03   |                      |
| 14      | 2       | 1    | Linda Olivieri     | Itália             | 57.03   |                      |
| 15      | 3       | 2    | Gisèle Wender      | Alemanha           | 57.09   |                      |
| 16      | 3       | 6    | Vera Barbosa       | Portugal           | 57.10   |                      |
| 17      | 1       | 4    | Eileen Demes       | Alemanha           | 57.11   |                      |
| 18      | 2       | 2    | Lena Pressler      | Áustria            | 57.33   |                      |
| 19      | 3       | 3    | Janka Molnár       | Hungria            | 57.38   |                      |
| 20      | 2       | 6    | Agata Zupin        | Eslovênia          | 57.42   |                      |
| 21      | 3       | 5    | Marielle Kleemeier | Estónia            | 57.46   |                      |
| 22      | 2       | 8    | Annemarie Nissen   | Dinamarca          | 57.71   |                      |
| 23      | 3       | 4    | Emma Zapletalová   | Eslováquia         | 58.65   | Recorde da temporada |
| 24      | 1       | 3    | Drita Islami       | Macedônia do Norte | 1:01.56 |                      |

### Semifinal
Qualificação: 2 atletas de cada bateria (Q) mais os 2 melhores qualificados (q). Os 12 mais bem classificados se juntaram aos 12 atletas classificados na fase anterior.
| Posição | Bateria | Raia | Atleta            | Nacionalidade | Tempo | Notas           |
| ------- | ------- | ---- | ----------------- | ------------- | ----- | --------------- |
| 1       | 3       | 6    | Femke Bol         | Países Baixos | 53.73 | Q               |
| 2       | 3       | 4    | Anna Ryzhykova    | Ucrânia       | 54.25 | Q,              |
| 3       | 2       | 5    | Viivi Lehikoinen  | Finlândia     | 54.50 | Q,              |
| 4       | 2       | 6    | Viktoriya Tkachuk | Ucrânia       | 54.65 | Q               |
| 5       | 2       | 4    | Amalie Iuel       | Noruega       | 54.68 | q,              |
| 6       | 3       | 3    | Ayomide Folorunso | Itália        | 54.98 | q               |
| 7       | 1       | 6    | Sara Gallego      | Espanha       | 55.16 | Q               |
| 8       | 1       | 3    | Carolina Krafzik  | Alemanha      | 55.29 | Q               |
| 9       | 3       | 5    | Hanne Claes       | Bélgica       | 55.31 |                 |
| 10      | 2       | 3    | Jessi Knight      | Reino Unido   | 55.39 |                 |
| 11      | 2       | 7    | Nikoleta Jíchová  | Chéquia       | 55.48 | Recorde pessoal |
| 12      | 1       | 5    | Line Kloster      | Noruega       | 55.63 |                 |
| 13      | 1       | 1    | Dimitra Gnafaki   | Grécia        | 56.14 | Recorde pessoal |
| 13      | 2       | 8    | Paulien Couckuyt  | Bélgica       | 56.14 |                 |
| 15      | 3       | 8    | Hayley McLean     | Reino Unido   | 56.20 |                 |
| 16      | 3       | 7    | Elisabeth Slettum | Noruega       | 56.61 |                 |
| 17      | 3       | 1    | Kristiina Halonen | Finlândia     | 56.82 |                 |
| 18      | 2       | 1    | Annina Fahr       | Suíça         | 57.07 |                 |
| 19      | 2       | 2    | Daniela Ledecká   | Eslováquia    | 57.08 |                 |
| 20      | 3       | 2    | Yasmin Giger      | Suíça         | 57.13 |                 |
| 21      | 1       | 4    | Lina Nielsen      | Reino Unido   | 57.19 |                 |
| 22      | 1       | 7    | Rebecca Sartori   | Itália        | 57.29 |                 |
| 23      | 1       | 2    | Nina Hespel       | Bélgica       | 59.15 |                 |
| 24      | 1       | 8    | Camille Seri      | França        | DNF   | DNF             |

### Final
A final ocorreu no dia 19 de agosto às 22:45.
| Posição           | Raia | Atleta            | Nacionalidade | Tempo | Notas                 |
| ----------------- | ---- | ----------------- | ------------- | ----- | --------------------- |
| Medalha de ouro   | 3    | Femke Bol         | Países Baixos | 52.67 | Recorde do campeonato |
| Medalha de prata  | 7    | Viktoriya Tkachuk | Ucrânia       | 54.30 |                       |
| Medalha de bronze | 5    | Anna Ryzhykova    | Ucrânia       | 54.86 |                       |
| 4                 | 6    | Sara Gallego      | Espanha       | 54.97 |                       |
| 5                 | 1    | Amalie Iuel       | Noruega       | 55.32 |                       |
| 6                 | 4    | Viivi Lehikoinen  | Finlândia     | 55.58 |                       |
| 7                 | 2    | Ayomide Folorunso | Itália        | 55.91 |                       |
| 8                 | 8    | Carolina Krafzik  | Alemanha      | 56.02 |                       |

Legenda
| Recorde mundial       | Recorde mundial (World record)               |                       | Recorde africano                      | Recorde africano (African) |                                           | Q | Classificado por posição (Qualified) |
| Recorde do campeonato | Recorde do campeonato (Championship record)  | Recorde da América    | Recorde da América (Americas)         | q                          | Classificado por melhor tempo (Qualified) |   |                                      |
| Melhor marca do ano   | Melhor marca do ano (World leading)          | Recorde asiático      | Recorde asiático (Asian)              | DNS                        | Não largou (Did not start)                |   |                                      |
| Recorde nacional      | Recorde nacional (National record)           | Recorde europeu       | Recorde europeu (European)            | DNF                        | Não terminou (Did not finish)             |   |                                      |
| Recorde pessoal       | Recorde pessoal do atleta (Personal best)    | Recorde da Oceania    | Recorde da Oceania (Oceania)          | DSQ / DQ                   | Desclassificado (Disqualified)            |   |                                      |
| Recorde da temporada  | Recorde da temporada do atleta (Season best) | Recorde sul-americano | Recorde sul-americano (South America) | NM                         | Sem marca (No mark)                       |   |                                      |